# Es la noche de César
Es la noche de César fue el programa nocturno de la cadena española esRadio entre 2009 y 2013. Estaba presentado por César Vidal y se emitía de lunes a viernes de 20 a 00h. Se iniciaba (por este orden) con el Editorial del director del espacio, la información política, económica, cultural y la tertulia de análisis político

## Equipo
Es la noche
- Director: César Vidal
- Subdirector: Adriana Rey
- Redactores: Lucía Prieto, Silvia Riveiro, Ana Borges y Miguel González Adalid.
- Técnico: Isaac Vizcaíno.
- Productor: Asier Rivera.
- Community Manager: Miquel Rosselló.

## Historia
Tras la Semana Santa de 2009, la cadena COPE anunció que Federico Jiménez Losantos y César Vidal no continuarían al frente de sus programas, al no aceptar éstos la oferta de la casa de compartir la dirección de La linterna.
En julio del mismo año se creó esRadio, perteneciente al grupo Libertad Digital, donde el historiador entró a dirigir un nuevo programa nocturno muy similar al que presentaba anteriormente.
En su editorial del 12 de julio de 2013, César Vidal anunció que dejaba el programa, siendo sustituido por el programa En casa de Herrero de Luis Herrero.